# Enkimdu

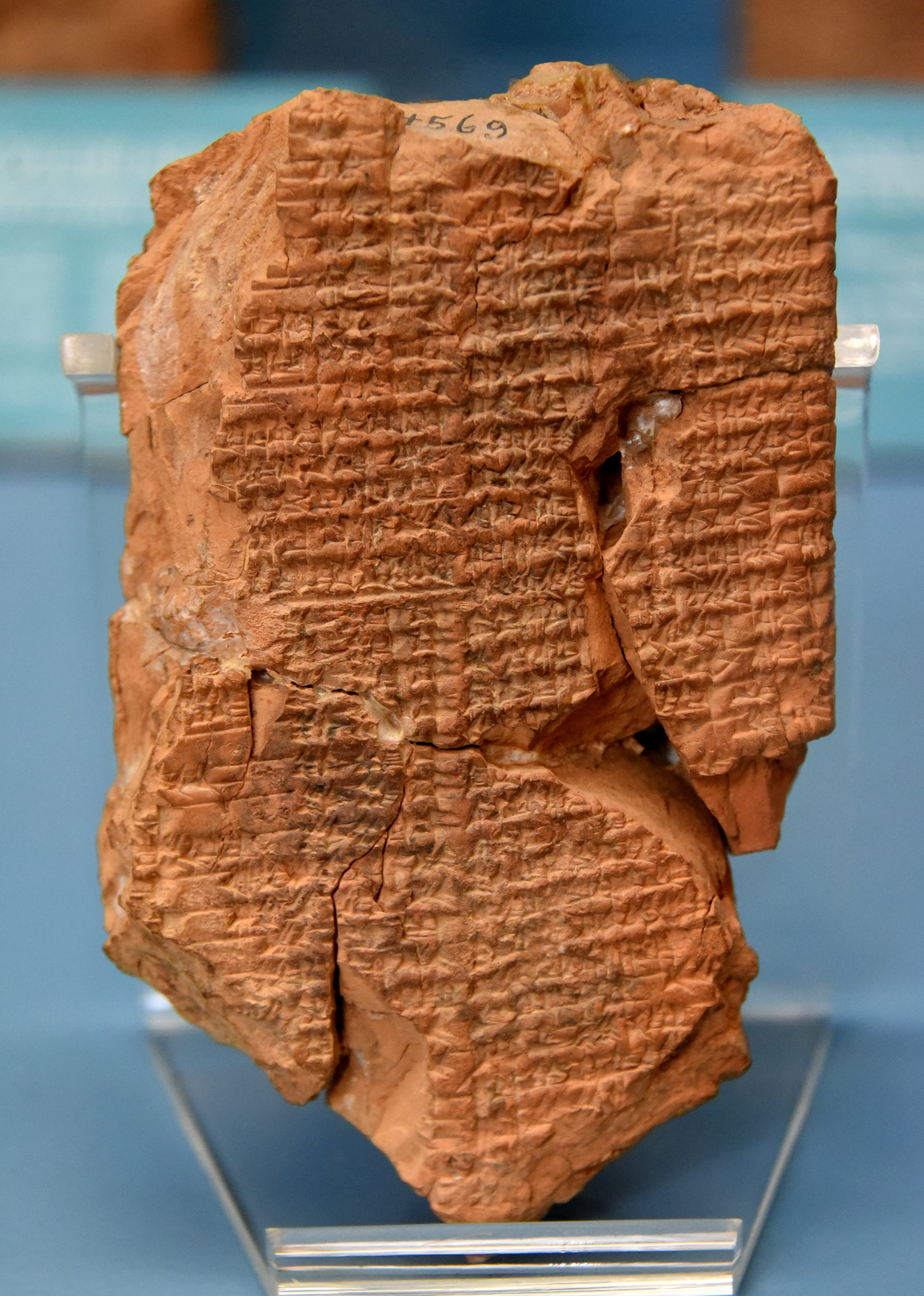
Příběh o Dumuzim a Enkimudu z Nippuru v dnešním Iráku.

Enkimdu je sumerský bůh zemědělství, správce zavlažovacích kanálů a příkopů. Tyto úkoly mu byly přiděleny bohem vodstva Enkim, když Enki organizoval chod světa.
Enkimdu je jednou z hlavních postav mýtu "Inanna dává přednost Rolníkovi", v němž on a bůh Dumuzi bojují o ruku bohyně Inanny. I když je Inanna okouzlena praktickým Rolníkem, její bratr Utu/Šamaš se jí pokouší přesvědčit, aby si za manžela vybrala Dumuziho. Dumuzi a Enkimdu se střetávají tváří v tvář během sporu, ve kterém si navzájem dokazují, proč by si Inanna měla vybrat právě jednoho z nich. Zatímco Dumuzi argumentuje velice agresivně, pokoušejíc se dokázat že je lepším kandidátem, Enkimdu vystupuje povolně a mírumilovně, a chce situaci řešit diplomaticky.
Hliněné tabulky, na nichž je text tohoto mýtu vyryt, byly během let poškozeny; z pozdějších mýtů (jako "Dumuzi a Inanna" a "Sestup Inanny do podsvětí") je ale jasné, že nakonec si Inanna za manžela zvolí Dumuziho.